# Liste der Monuments historiques in Drouges
Die Liste der Monuments historiques in Drouges führt die Monuments historiques in der französischen Gemeinde Drouges auf.

## Liste der Objekte
| Bezeichnung            | Beschreibung                                | Standort                       | Kennzeichnung | Schutzstatus | Datum | Bild           |
| ---------------------- | ------------------------------------------- | ------------------------------ | ------------- | ------------ | ----- | -------------- |
| Hauptaltar mit Retabel | Kalkstein, Marmor und Holz, 17. Jahrhundert | in der Kirche St-Pierre (Lage) | PM35000179    | Classé       | 1955  | weitere Bilder |